# Der Kaktusliebhaber
Der Kaktusliebhaber (Nederlands: De Cactusliefhebber) is een schilderij van de Duitse kunstschilder Carl Spitzweg. Spitzberg staat erom bekend dat hij gepassioneerde mensen nadrukkelijk en ironisch portretteert. Rond 1850 heeft hij het werk vervaardigd. Er bestaan twee versies, beide zijn in het bezit van Museum Georg Schäfer in Schweinfurt, Duitsland. De schilderijen hebben een afmeting van 39,3 x 21,8 centimeter.

## Beschrijving
Het schilderij toont een man die gevoelens heeft ontwikkeld voor de cactussen in de vensterbank. Het grijze kantoor staat vol met stapels boeken en dossiers, waardoor de man praktisch gebarricadeerd is in zijn kantoor. De klok geeft meedogenloos de tijd aan, en staat symbool voor het verstrijken van de tijd. De man is zijn jeugd ver voorbij en de cactus zou zijn hoop kunnen weerspiegelen dat hij nog zal ontbloeien.
Links staan een kan en kom die hem overdag zelfvoorzienend maken, terwijl zijn jas en hoge hoed aangeven dat hij wel naar huis gaat. Het licht valt door het raam de kamer binnen, en verlicht zijn groene jas. Het prachtige rood van het tafelkleed, een vreemd object in dit kantoor, geeft aan dat deze "ambtenaar" niet harteloos is.
De man is verwonderd dat de dikke cactus - misschien na vele jaren - een rode bloem heeft. De man kijkt aandachtig naar de cactus. Deze intieme relatie tussen mens en plant is vreemd. Maar het heeft ook een tragisch aspect, gezien hoe eenzaam iemand moet zijn dat hij stekelige, stille cactussen heeft gekozen als objecten van zijn gevoelens van liefde. De intieme relatie tussen mens en plant wordt gesymboliseerd doordat ze naar elkaar toe leunen.  
- Marburg Picture Index: 20787637